# Cybocephalus sublucidus
Cybocephalus sublucidus là một loài bọ cánh cứng trong họ Cybocephalidae. Loài này được Plavilshtshikov miêu tả khoa học năm 1935.